# Rites of Spring (альбом)
Rites of Spring — первый и единственный студийный альбом американской эмо-группы Rites of Spring. В пластинку вошло двенадцать композиций. В качестве музыкального продюсера альбома выступал большой поклонник группы Иэн Маккей, известный своим участием в таких панк-ансамблях, как Minor Threat и The Teen Idles.

## Об альбоме
Пластинка была записана в феврале 1985 года в Inner Ear Studios и вышла летом этого же года под независимым лейблом Dischord Records. Альбом был переиздан в 1987 на CD и кассетах с дополнительной песней «Other Way Around», записанной во время сессий записи дебютного диска, и четырьмя другими композициями, вошедших в 1987 году в мини-альбом All Through a Life. В компиляцию End on End, выпущенную в 1991, вошли эти же песни в оригинальной обложке дебютной пластинки.

## Критика и влияние
Выход пластинки утвердил за Rites of Spring право считаться отцами-основателями эмо-музыки. Критиками отмечался ряд особенностей — нехарактерные для традиционного хардкор-панка аранжировки, гармоничное звучание инструментов, страстные агрессивные партии вокала и лирика, посвящённая личным переживаниям, — которые впоследствии стали излюбленными у более поздних эмо-групп. На музыкальном ресурсе Sputnikmusic было отмечено интригующее отчаяние лирического аспекта альбома и общее волнующее настроение музыки.
Альбом был включён одним из поклонников Rites of Spring Куртом Кобейном под номером 30 в список пятидесяти величайших альбомов всех времён по версии группы Nirvana. Редакция журнала Pitchfork включала пластинку под номером 96 в список ста лучших альбомов восьмидесятых годов. Журнал Rolling Stone поместил альбом на вторую строчку списка «40 величайших эмо-альбомов всех времён».

## Список композиций
Первая сторона
1. «Spring» — (2:09)
2. «Deeper Than Inside» — (2:17)
3. «For Want Of» — (3:09)
4. «Hain’s Point» — (2:08)
5. «All There Is» — (2:54)
6. «Drink Deep» — (4:54)

Вторая сторона
1. «Theme» — (2:19)
2. «By Design» — (2:38)
3. «Remainder» — (2:30)
4. «Persistent Vision» — (2:21)
5. «Nudes» — (2:48)
6. «End On End» — (7:23)

## Участники записи
- Ги Пиччотто — вокал, гитара
- Эдди Дженни — гитара
- Майк Фэйлоус — бас-гитара
- Брендан Кэнти — ударные
- Иэн Маккей, Майкл Хэмптон — продюсирование